# Пра де Рода (Тревизо)
Пра де Рода је насеље у Италији у округу Тревизо, региону Венето.
Према процени из 2011. у насељу је живело 92 становника. Насеље се налази на надморској висини од 135 м.